# Фон Соден, Ганс
Ганс Карл Герман Фрайхерр фон Соден (нем. Hermann von Soden; 16 августа 1852 — 15 января 1914) — лютеранский теолог. Его каталогизация рукописей Нового Завета оказала влияние на изучение текстовой истории Нового Завета; также был редактором важного тексто-критического издания греческого Нового Завета.

## Биография
Происходил из знатного рода фон Соденов. Его отец, Теодор Фрайхерр фон Соден (1825—1913), был адвокатом из Штутгарта, который в начале 1850-х годов работал учителем в Цинциннати, а в 1856 году вернулся с семьей в Эсслинген-на-Неккаре. Его матерью была учительница Клементина Камерер (1826—1893). Писательница и борец за права женщин Евгения фон Соден, родившаяся в Эсслингене в 1858 году, была его младшей сестрой.
Он учился в Тюбингенском университете, где стал членом братства «Норманния». В 1881/82 гг. он был пастором в Штризене, а с 1882 по 1886 архидиаконом в Санкт-Якоби в Хемнице. С 1887 года служил первым пастором в Иерусалимской церкви в Берлине. Два года спустя фон Соден преподавал в качестве частного лектора по Новому Завету в Берлинском университете. В сентябре 1893 года он был назначен доцентом, а в 1913 году — полным профессором.
В последующие годы он получал щедрую финансовую поддержку от Элизы Кёниг, которая под его влиянием перешла из иудаизма в христианство. Эта поддержка позволила фон Содену вместе с Гансом Лицманом направить в библиотеки множество помощников и благодаря их предварительной работе всесторонне представить Новый Завет с его историей развития. Результаты привели к обширной публикации «Die Schriften des Neuen Testaments in ihrer ältesten erreichbaren Textgestalt hergestellt auf Grund ihrer Textgeschichte». Его издание греческого Нового Завета «оказало самое сильное влияние на издания рукописных текстов в двадцатом веке». Однако введенная им система Сигла была очень сложна в использовании. Он также был ответственен за разработку нового издания Нового Завета.
В дополнение к своим академическим обязанностям фон Соден посвятил себя социальной работе на общественных началах: он был председателем Берлинского союза защиты детей от эксплуатации и жестокого обращения, регионального предшественника Немецкой лиги защиты детей (DKSB), а также Немецкой лиги молодежи.
Как теоретик церкви, фон Соден развивал идеи Эмиля Зульце, но также призывал к реформе приходских структур, в частности, крупных городских конгрегаций.
15 января 1914 года Соден погиб в железнодорожной катастрофе в Берлине. Его могила находится на кладбище II Иерусалимской и Новой кирхи в Берлин-Кройцберге. Он покоится там рядом со своей женой Габриэле, урождённой фон Шедтлер (1852—1925).
Его сын Ганс фон Соден был церковным историком, а востоковед Вольфрам фон Соден — его внуком.